# 勋章学

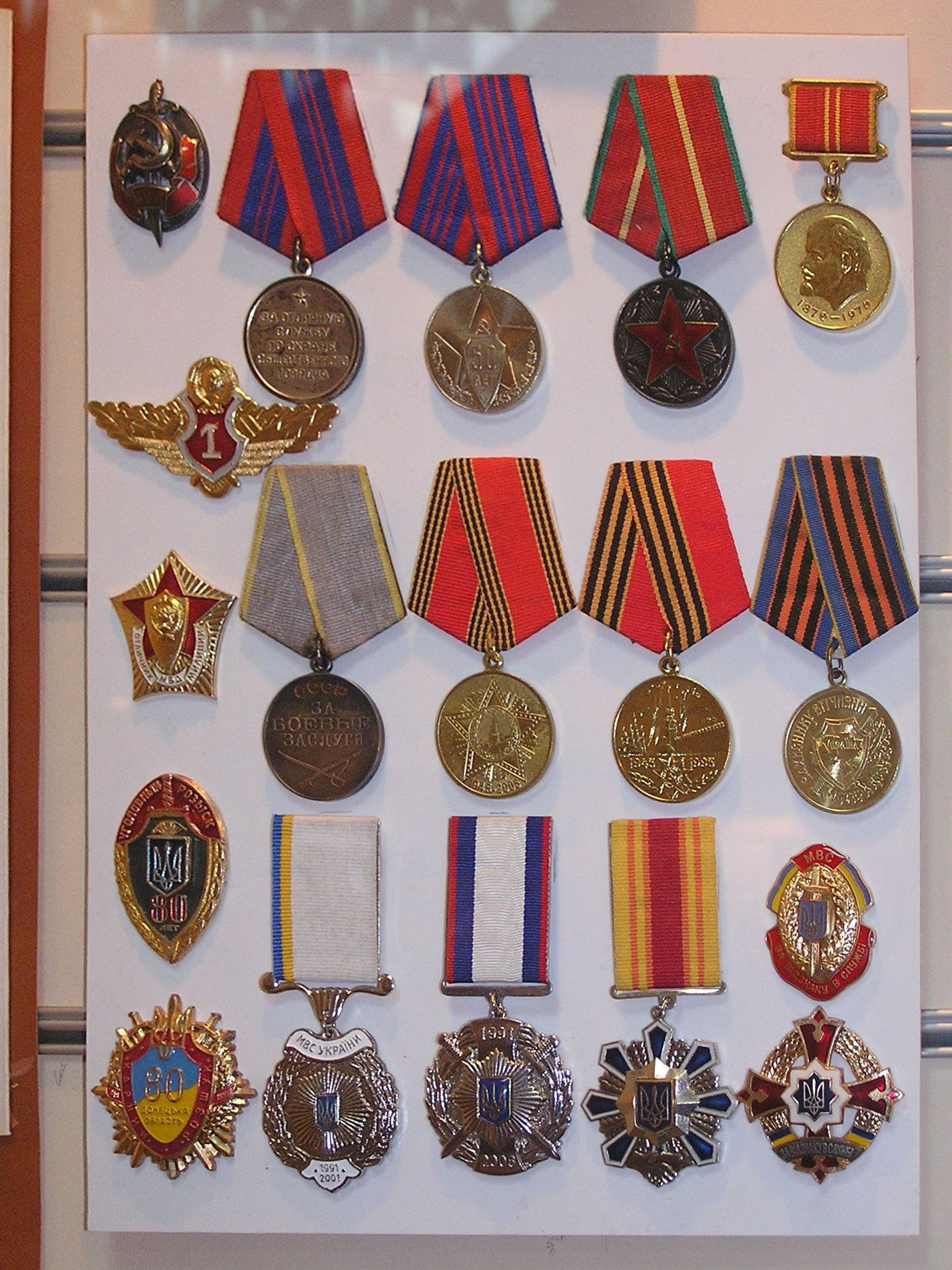
苏联国民自卫军歷史博物館收藏的蘇聯和烏克蘭獎章

勋章学是一門历史的辅助科学，同時與货币学也有點關係，主要研究的是骑士团、军事修会以及兄弟会团体以及对荣誉制度的比较研究。因此在广义上讲，勋章学研究领域还包括历史学（美术史）、社会学、人类学。
勋章学研究的物品包括勳章、獎章、勋表、胸章等獎勵性物品。该学科也有划定有收藏价值的相关物品的范围的功能。尽管勋章学已被确立为历史学的一个科学子学科，但该学科也经常单独研究勋章和奖赏。